# Libero Casali
Libero Casali (ur. 23 września 1939) – sanmaryński strzelec, olimpijczyk. 
Brał udział w igrzyskach olimpijskich w 1972 roku (Monachium). Startował tylko w strzelaniu z karabinu małokalibrowego w trzech postawach z odl. 50 metrów, w którym zajął przedostatnie, 68. miejsce. Wyprzedził tylko Salvadora Sanpere z Wysp Dziewiczych.

## Wyniki olimpijskie
| Igrzyska | Konkurencja                                    | Wynik | Miejsce    | Źródło |
| -------- | ---------------------------------------------- | --- | ---------- | ------ |
| IO 1972  | Karabin małokalibrowy, trzy postawy, 50 metrów | 997 punktów W pozycji leżącej – 363 pkt. (91-90-90-92) W pozycji klęczącej – 280 pkt. (72-58-69-81) W pozycji stojącej – 354 pkt. (91-85-90-88) | 68 (na 69) | [ 1 ]  |